# Anchiszombatya
Anchiszombatya là một chi bọ cánh cứng trong họ 
Elateridae.
Chi này được miêu tả khoa học năm 1990 bởi Hayek.

## Các loài
Các loài trong chi này gồm:
- Anchiszombatya niger Platia & Schimmel, 1996
- Anchiszombatya porrectifrons (Hayek, 1990)
- Anchiszombatya porrectifrons Hayek, 1990